# La Bionda
La Bionda fue un dúo musical italiano creado en 1973. Compuesto por los hermanos Carmelo La Bionda (Ramacca, 2 de febrero de 1949 - San Donato Milanese, 5 de noviembre de 2022) y Michelangelo La Bionda (Ramacca, 25 de agosto de 1952), quienes utilizaron tanto los nombres La Bionda como D. D. Sound. 

## Trayectoria artística
Considerados los inventores de la música disco italiana, la cual también es conocida como Italo disco. Fueron autores de éxitos como One for you, one for me (1978), Bandido y Disco Roller (1979) y I wanna be your lover (1980).
Sobre el nombre D.D. Sound lanzaron el Disco Bass en 1977 y Café en 1979 (éxitos no solo en Italia sino también en varios otros países de Europa). Produjeron también Vamos a la playa y No tengo dinero de Righeira (1983). Hoy en día son considerados precursores de lo que fue llamado, a partir de 1983, "Italo Disco" y de Euro Disco, la música disco europea que más tarde evolucionaría en la música house.